# Davoud Seyed Abbasi
Davoud Seyed Abbasi (داوود سیدعباسی; Teheran, 20 febbraio 1977) è un ex calciatore iraniano, difensore.

## Carriera
Ha giocato tutta la carriera nel campionato iraniano.

### Nazionale
Con la maglia della nazionale ha preso parte alla Coppa d'Asia 2000.